# Kościół św. Teresy od Dzieciątka Jezus w Dobieszynie
Kościół świętej Teresy od Dzieciątka Jezus w Dobieszynie – rzymskokatolicki kościół parafialny należący do parafii pod tym samym wezwaniem (dekanat głowaczowski diecezji radomskiej).
Obecna, drewniana świątynia, zaprojektowana przez architekta W. Prokulskiego, wzniesiona została w latach 1946–1949 dzięki staraniom księdza Kazimierza Kniedziałowskiego. Kościół został poświęcony w 1949 roku przez biskupa Jana Kantego Florka. Budowla była remontowana w 1982 roku. Kościół został zbudowany w konstrukcji zrębowej, wzmocniony jest lisicami, posiada trzy nawy. Od frontu jest umieszczona wieża z izbicą, osadzona częściowo na nawie. Prezbiterium jest mniejsze w stosunku do nawy i do niego są symetrycznie dobudowane zakrystie. Wejście główne jest poprzedzone podcieniem podpartym sześcioma drewnianymi słupami. Świątynię nakrywa blaszany dach dwukalenicowy, na dachu jest umieszczona wieżyczka na sygnaturkę zwieńczona daszkiem namiotowym. Wieżę zwieńcza dach namiotowy.
Nawa główna nakryta jest sklepieniem kolebkowym, natomiast prezbiterium i nawy boczne nakryte są sklepieniem płaskim. Chór muzyczny znajduje się nad kruchtą i charakteryzuje się parapetem o prostej linii. Umieszczone są tam organy o 7 głosach. Ich budowę rozpoczął w 1966 roku Zygmunt Pietrzak, a w latach 1967–1968 kontynuował Włodzimierz Truszczyński. Ołtarz główny reprezentuje styl współczesny.